# God jul önskar Samuelsons
 God jul önskar Samuelsons är ett julalbum från 1979 av Samuelsons.

## Låtlista
1. Julens klockor ring (Come on Ring Those Bells) (Andrew Culverwell, Eva Cronsioe)
2. Stilla natt (Stille Nacht, heilige Nacht) (Franz Gruber, Torsten Fogelqvist)
3. Hej, mitt vinterland (Britt Lindeborg)
4. Gläns över sjö och strand (instrumental) (Alice Tegnér)
5. Jag drömmer om en jul hemma (White Christmas) (Irving Berlin, Karl Lennart)
6. Det hände sig för länge sen (Mary's Boy Child) (Jester Hairston, Jan Erixon)
7. Låt mig få tända ett ljus (Mozarts vaggsång) (Bernhard Flies)
8. Hallelujah (Kobi Oshrat, Olle Bergman)
9. Nu tändas tusen juleljus (Emmy Köhler)
10. Lovsång i natten klingar (Allan Törnberg)
11. O helga natt (Cantique de Noël) (instrumental) (Adolphe Adam)
12. Ser du stjärnan i det blå (When You Wish Upon a Star) (Leigh Harline, SS Wilson)
13. Härlig är jorden (dejlig er jorden) (trad.)
14. När ljusen tändas därhemma (When It's Lamp Lighting Time in the Valley) (Jay Livingstone, Ray Evans)

## Medverkande
- Piano - Stephan Berg/Kjell Öhman
- Orgel - Stephan Berg/Kjell Öhman
- Bas - Rutger Gunnarsson/Mike Watson
- Trummor - Ola Brunkert/Roger Palm
- Gitarr - Hasse Rosén/Lasse Westmann
- Stråkar - Radioorkestern
- Trumpet - Luciano Mosetti
- Saxofon - Jan Kling
- Arrangör - Stephan Berg/Jard Samuelson/Sven-Olof Walldoff/Lars O Carlsson/Marcus Österdahl
- Producent - Jard Samuelson

### Fotnoter
1. ↑  ”God jul önskar Samuelsons”. Svensk mediedatabas. 21 mars 1979. http://smdb.kb.se/catalog/id/001889382. Läst 1 januari 2014.